# Microcreagris luzonica
Microcreagris luzonica är en spindeldjursart som beskrevs av Beier 1931. Microcreagris luzonica ingår i släktet Microcreagris och familjen helplåtklokrypare. Inga underarter finns listade i Catalogue of Life.